# 扎希季夫
50°39′0″N 24°40′8″E / 50.65000°N 24.66889°E
扎希季夫（烏克蘭語：Защитів），是烏克蘭的村落，位於該國西部沃倫州，由沃洛德米爾區負責管轄，始建於1583年，面積0.33平方公里，海拔高度215米，2001年人口104，人口密度每平方公里312.31人。